# Flavone 7-O-beta-glucosiltransferasi
La flavone 7-O-beta-glucosiltransferasi è un enzima appartenente alla classe delle transferasi, che catalizza la seguente reazione:
UDP-glucosio + 5,7,3′,4′-tetraidrossiflavone ⇄ UDP + 7-O-β-D-glucosil-5,7,3′,4′-tetraidrossiflavone
Un certo numero di flavoni, flavanoni e flavonoli possono funzionare da accettori. L'enzima è diverso dalla flavonolo 3-O-glucosiltransferasi (numero EC 2.4.1.91).